# 梁振漢
梁振漢（1927年—2008年），生於中國福建省，是指揮家及音樂教育家，有「台灣管樂舵手」之譽。

## 生平簡介
1927年，生於中國福建省。1932年，16歲投身軍旅，加入海軍軍樂隊，隨後畢業於海軍專科學校及政工幹校音樂班，擔任海軍樂隊教官職務。1968年，出任海軍三軍區軍樂隊隊長。1970年，出任海軍總部軍樂隊隊長，並於民國64年及67年之國慶閱兵大典擔任三軍樂隊總指揮。2005年，發起「台灣民謠·管樂風情」世界巡迴音樂會，帶領震撼管樂團前往美國夏威夷訪問演出。
2008年，九月十三日病逝，享年八十二歲。